# Cá mập xanh
Cá mập xanh (tên khoa học Prionace glauca) là một loài cá thuộc họ Carcharhinidae sống ở vùng nước sâu trong các đại dương vùng ôn đới và nhiệt đới. Chúng là loài cá mập di chuyển linh hoạt và nhanh, sống thành từng nhóm nhỏ tùy theo giới tính và kích thước, vì vậy chúng được mệnh danh là "sói biển". Loài này có tuổi thọ khoảng 20 năm.

## Phạm vi và môi trường sống
Cá mập xanh là một loài cá mập đại dương, sống ở tầng nước nổi các vùng biển sâu thuộc ôn đới và nhiệt đới trên toàn thế giới. Độ sâu phổ biến là từ bề mặt tới khoảng 350 mét. Trong các vùng biển ôn đới người ta cũng có thể thấy chúng ở các vùng biển gần bờ, còn ở nhiệt đới thì chúng sống ở những vùng biển sâu. Chúng có mặt trên các vùng biển trải dài từ Na Uy về phía Bắc tới tận Chile. Cá mập xanh được tìm thấy ngoài khơi bờ biển ở tất cả các châu lục, trừ châu Nam Cực. Nhiều nhất là ở Thái Bình Dương, ở khu vực giữa 20 °và 50 °Bắc, nhưng với biến động theo mùa. Trong vùng nhiệt đới, nó có mặt ở giữa 20 °N 20 °S. Nó thích vùng biển mát lạnh với nhiệt độ dao động từ 7-16 °C (45-61 °F), nhưng cũng chịu đựng được nhiệt độ trên 21 °C (70 °F).

## Mô tả

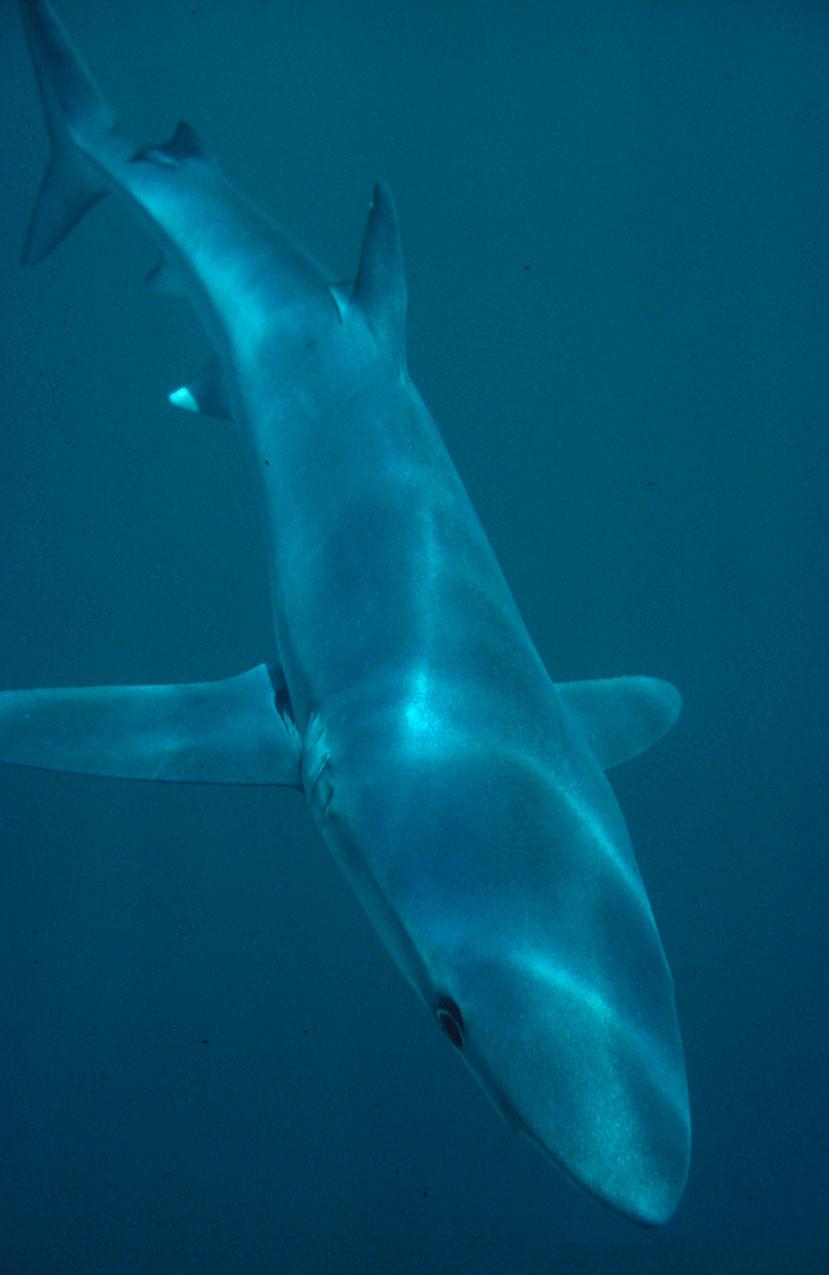
Phần lưng của cá mập xanh

Cá mập xanh nổi bật với đôi vây ngực rất dài. Phần trên của cơ thể có màu xanh đậm, nhạt hơn ở hai bên sườn, và phần dưới là màu trắng. Con cá mập đực thường phát triển có chiều dài từ 1,82 đến 2,82 m (6,0 đến 9,3 ft), trong khi những con cái lớn hơn thường lên tới 2,2 đến 3,3 m (7,2 đến 11 ft). Một số con có thể phát triển đến 3,8 m (12 ft) thậm chí là đạt 6,1 m (20 ft) nhưng vẫn chưa được xác nhận rõ. Cá mập xanh có cơ thể khá thuôn và mảnh mai và thường nặng từ 27 đến 55 kg (60 120 lb) ở con đực và từ 93 đến 182 kg (210-400 lb) ở con cái.. Theo báo cáo thì có những con cá mập xanh được phát hiện nặng tới 391 kg (860 lb).

## Sinh sản
Cá mập xanh là loài đẻ con, mỗi lần con cái đẻ từ 4 tới 135 con non. Thời kỳ mang thai là từ 9 đến 12 tháng. Độ tuổi trưởng thành sinh dục ở con cái là từ 5 đến 6 năm và ở con đực là từ 4 đến 5 năm tuổi. Những vết sẹo để lại ở con cái là do những vết cắn của con đực trong quá trình tán tỉnh. Vì vậy, để thích nghi với nghi lễ giao phối này, lớp da của con cái thường dày gấp 3 lần so với con đực.

## Thức ăn
Nguồn thức ăn quan trọng của cá mập xanh là các loài động vật không xương sống bao gồm mực và bạch tuộc, động vật giáp xác như tôm hùm, cua, các loài cá bao gồm các con cá mập nhỏ hơn, cá tuyết, và thi thoảng là các loài chim biển và thịt cá voi.

## Mối nguy hiểm
Cá mập xanh trưởng thành ít bị đe dọa ngoại trừ con người và loài cá voi sát thủ. Nhưng con nhỏ thì gặp nhiều những mối nguy hiểm hơn đến từ cả cá mập trắng lớn, cá nhám hổ. Không chỉ những kẻ săn mồi lớn hơn, cá mập xanh còn bị mối đe dọa từ các loài ký sinh trùng như sán dây khiến chúng bị nhiễm bệnh và chết. Nguyên nhân là do chúng ăn phải các loài thức ăn trung gian như cá tuyết chấm đen (Lampris guttatus) hay cá thương mũi dài (Alepisaurus ferox).

## Mối quan hệ với con người
Người ta ước tính rằng 10 - 20 triệu con bị giết mỗi năm. Thịt của chúng dùng để chế biến trong các món ăn dưới dạng tươi, sấy khô, hun khói và ướp muối và sản xuất bột cá. Da được sử dụng cho sản xuất da thuộc, vây dùng để nấu súp vây cá mập và gan cho dầu.
Cá mập xanh sinh trưởng kém trong điều kiện nuôi nhốt. Những mẫu vật thử nghiệm cuối cùng chỉ sống được khoảng 30 ngày. Trong năm 2008, một mẫu vật được nuôi ở hồ New Jersey State Aquarium sống được trong thời gian 7 tháng trước khi nó bị chết bởi nhiễm một loại vi trùng không rõ ràng.
Tính đến năm 2009 đã có 13 cuộc tấn công con người được ghi nhận và 4 trường hợp đã tử vong.